# Balassa Gábor (színművész)
Balassa Gábor (Budapest, 1939. december 28. – 2004. április 6.) magyar színész.

## Életpályája
Sokat foglalkoztatott, népszerű gyerekszínészként kezdte pályáját, a Nemzeti Színházban, a Magyar Néphadsereg Színházában, az Ifjúsági Színházban és a Jókai Színházban. Olyan kiemelkedő művészekkel játszott egy színpadon, mint Bajor Gizi, Lukács Margit, Gobbi Hilda, Dajka Margit, Bulla Elma, Ruttkai Éva, Básti Lajos, Páger Antal, Somlay Artúr, Major Tamás, Ungváry László, Benkő Gyula stb. Szerepelt például Madách: Az ember tragédiája című drámájában (az athéni színben), a Szentivánéji álomban, a Tell Vilmosban, és így tovább. Oszoli szerepét alakította az Én és a nagyapám című filmben. Majd ifjú tengerészként bejárta fél Európát, Törökországtól és Egyiptomtól Gibraltárig. 1962-ben színművészként diplomázott a Színház- és Filmművészeti Főiskolán, Várkonyi Zoltán növendékeként. Először a Veszprémi Petőfi Színház szerződtette, majd 1964-től egy évadot a Vígszínházban töltött. 1965-től a Honvéd Művészegyüttesben játszott. 1968-tól a kecskeméti Katona József Színház színésze volt. 1970-től a győri Kisfaludy Színház, 1973-tól a debreceni Csokonai Színház, 1975-től a Thália Színház tagja volt. 1978-tól a Budapesti Gyermekszínházban játszott, 1979-től néhány évig szabadfoglalkozású színművész, majd végleg elhagyta a pályát.

## Fontosabb színházi szerepei
- William Shakespeare: Szentivánéji álom... Lysander, szerelmes Hermiába
- William Shakespeare: Othello... Rodrigo, velencei nemes
- William Shakespeare: Macbeth... Macduff kisfia; I. gyilkos
- Lev Nyikolajevics Tolsztoj: Anna Karenina... Szerjoska; Tisztiszolga
- Lev Nyikolajevics Tolsztoj: Háború és béke... Nyikolaj Rosztov gróf, Natasa bátyja
- Friedrich Schiller: Tell Vilmos... Tell Walter
- George Bernard Shaw: Szent Johanna... Ladvenu Márton testvér
- George Bernard Shaw: Az ördög cimborája... Kristóf
- Oscar Wilde: A kísértet házhoz jön... Gugger Mátyás
- Georges Feydeau: Osztrigás Mici... Ifjú herceg
- William Somerset Maugham: Imádok férjhez menni... Mr. Paton
- Csokonai Vitéz Mihály: A méla Tempefői, azaz: Az is bolond, aki poétává lesz Magyarországon... Csikorgó, versfaragó
- Csiky Gergely: Az udvari kalap (A nagyra termett)... Beppo
- Madách Imre: Az ember tragédiája... Kimon
- Katona József: Bánk bán... Ottó
- Heltai Jenő: A néma levente... Tiribi, a király udvari bolondja
- Molnár Ferenc: Liliom... Hollunder fiú
- Móricz Zsigmond: Légy jó mindhalálig... Sanyika
- Illyés Gyula: Dózsa György... Bebek
- Örkény István: Macskajáték... Józsi
- Németh László: Nagy család... Péter
- Karinthy Ferenc: Budapesti tavasz... Keserű
- Török Sándor: Csilicsala csodái... Ferke
- Remenyik Zsigmond: Kard és kocka... Göndör Zsiga
- Keszi Imre: Törvényen kívül... Kiss Laci
- Balázs Sándor: Érettségi után... Fiatal inas
- Csurka István: Az idő vasfoga... Miska, fiatal vagány; Molnár
- Dékány András – Baróti Géza – Dankó Pista – Vaszy Viktor: Dankó Pista... Máté
- Mágori Erzsébet: Diplomaták... Gyerek
- Mihail Davidoglu: Bányászok... Péterke
- Marcel Pagnol: Topaze... Sénart
- Vercors: Zoo avagy az emberbarát gyilkos... Pap
- Alekszandr Petrovics Stejn: Hotel Astoria... Jan
- Anatolij Szurov: Hajnal Moszkva felett... Vovka
- Viktor Szergejevics Rozov: Felnőnek a gyerekek... Andrej
- George James: Robin Hood... Paul
- Béberné Gergely Ilona: A farkas kincse... Farkas
- L. Frank Baum – Schwajda György: Óz, a nagy varázsló... Kulcsár
- John Reed: Tíz nap, amely megrengette a világot... Fiú, mai fiatal, aki vitatkozik Reeddel
- Níkosz Kazandzákisz – Joseph Stein – John Kander – Fred Ebb: Zorba... Pavli

## Filmek, tv
- Erkel (1952)
- Én és a nagyapám (1954)... Oszoli
- A tizedes meg a többiek (1965)
- Budai Nagy Antal (1971)... Lukács barát
- Visszaesők (1983)